# Turn to Stone
Singles de Electric Light Orchestra
Telephone Line
(1977) Mr. Blue Sky
(1978)
Pistes de Out of the Blue
It's Over
Turn to Stone est une chanson d'Electric Light Orchestra tirée de l'album Out of the Blue, sorti en 1977. Elle constitue le premier single tiré de cet album, avec Mister Kingdom (une chanson tirée de l'album Eldorado) en face B. Ce single s'est classé 13e aux États-Unis et 18e au Royaume-Uni.